# Circoli di Friburgo
I Circoli di Friburgo erano una scuola di pensiero economico fondata negli anni '30 in Germania.

## Storia
I Circoli comprendevano tre gruppi di lavoro inizialmente motivati dalla religione i quali si sovrapposero nel tempo, chiamati: i Freiburger Konzil, i Bonhoeffer Kreis e i Arbeitsgemeinschaft Erwin von Beckerath. Essi fornirono, probabilmente, la piattaforma per la rinascita del pensiero politico ed economico liberale nella Germania del dopoguerra. In particolare l'ultimo gruppo di lavoro, presieduto da Erwin von Beckerath, come prosecuzione privata dell'ex Arbeitsgemeinschaft Volkswirtschaftslehre (Comitato di lavoro di economia politica), istituito all'interno dell'Akademie für Deutsches Recht (Accademia di diritto tedesco) nel 1940, ma sospesa il primo marzo 1943, si occupava di trasformare un'economia di guerra in una di pace e di trovare un ordine per governarla.
Alla prima riunione a Friburgo in Brisgovia il 21 marzo 1943, l'eponimo del consorzio, Erwin von Beckerath, invitò gli economisti Constantin von Dietze, Walter Eucken, Adolf Lampe e Clemens Bauer dell'Università di Friburgo, Jens Jessen e Heinrich von Stackelberg dell'Università di Berlino, Günter Schmölders e Theodor Wessels dell'Università di Colonia, nonché Erich Preiser e il giurista Franz Böhm dell'Università di Jena. Per i successivi incontri, ricevvete inviti anche l'ex caporedattore dell'Industrie- und Handelszeitung, Hans Gestrich; tuttavia egli morì improvvisamente nel novembre 1943. In più, si unirono al gruppo di lavoro lo specialista in politiche sociali dell'Università di Marburg, Gerhard Albrecht, e il direttore della sezione economica della Kölnische Zeitung, Fritz Hauenstein, con il fine di perseguire un nuovo ordine economico liberale e sociale.

## Ideologia
Nel contesto della riabilitazione dell'economia classica per far fronte ai piani nazisti di un sistema economico autarchico, ma ancor più per aver presentato rapporti direttamente al leader politico della resistenza anti-Hitler: Carl Friedrich Goerdeler, l'Arbeitsgemeinschaft Erwin von Beckerath è stato visto prevalentemente come un circolo di opposizione al nazionalsocialismo. La tutela di una politica economica neoliberista da parte del circolo, spiega anche lo sviluppo concettuale dell'economia sociale di mercato.
Secondo gli economisti di Erwin von Beckerath, la ricostruzione economica e socio-politica della Germania del dopoguerra poteva essere raggiunta solo attraverso il ripristino di un'economia di mercato che promuovesse la libertà individuale e l'imprenditorialità. Tuttavia, il pensiero prevalente, fu di un necessario piano strategico che servisse a sviluppare un periodo di transizione dopo la guerra; motivo per cui la Befehlswirtschaft (Economia Pianificata) del Terzo Reich e la possibilità di un'economia di libero mercato furono entrambe escluse dalle possibili opzioni. Tenendo conto delle rivendicazioni della libertà personale e dell'orientamento sociale in tempi di pressanti esigenze economiche, è stato proposto il concetto di "mittelbare Wirtschaftssteuerung" (controllo economico indiretto). Questa presunta pratica governativa era compatibile con il mercato: qualsiasi stimolo o interferenza non avrebbe eliminato il corretto funzionamento delle forze di mercato. Il "mittelbare Wirtschaftssteuerung" è stato incarnato dal cosiddetto "marktliche Wirtschaftsordnung" (Ordine economico di mercato).